# Liste von Söhnen und Töchtern der Stadt Krefeld
Folgende bedeutende Personen sind in Krefeld, Uerdingen (vor der Städtefusion im Jahre 1929) oder Hüls (vor der Gebietsreform 1975) geboren (Auflistung chronologisch nach Geburtstag):

## Bis 19. Jahrhundert
- 1171, Otto von Linn † 1219, Kreuzritter beim 3. Kreuzzug und Gründer der Burg Linn
- Johannes Thomae † 1441, Generalvikar des Kölner Erzbischofs
- 1649, Abraham Isacks op den Graeff, † 25. März 1731 in Perkiomen/USA, Leinenweber, früher Auswanderer, Initiator  erster Proteste gegen die Sklaverei
- 1769, Friedrich Heinrich von Friedrich von der Leyen zu Bloemersheim, † 25. Dezember 1825, im Volksmund auch Seidenbaron genannt
- 1770, Friedrich Wilhelm Hoeninghaus, † 13. Juli 1854, Unternehmer, Naturforscher und Fossiliensammler
- 1777, Robin von Konow, † 1832, Dichter und bedeutender Stadtarchitekt vgl. historisches Stadtbuch zu Krefeld
- 1778, 5. Juli, Friedrich Heydweiller; † 31. März 1848, Landrat in Krefeld und Lennep.
- 1781, 8. Juni, Cornelius de Greiff, † 16. April 1863, Wohltäter der Stadt, Seidenfabrikant
- 1783, 22. April, Adam Franz Friedrich Leydel, † 11. September 1838 in Aachen, Architekt und Baumeister
- 1785, 18. Januar, Samuel Muller, † 1875, mennonitischer Theologe
- 1785, 12. Juni, Konrad Melsbach, † 1840, Landrat des Kreises Krefeld
- 1787, 7. Februar, Jakob Benjamin Heydweiller, † 28. Juli 1836 in Düsseldorf, Landrat des Kreises Krefeld
- 1792, 22. Oktober, Carl Ludwig von Varo, † 14. September 1976 im Haus Caen, Rittergutsbesitzer und Politiker
- 1801, 13. Dezember, Hermann von Beckerath, † 12. Mai 1870, Krefelder Bankier und Reichsfinanzminister 1848/49
- 1801, Thierry Hermès, † 1878 in Neuilly, Gründer des Modeunternehmens Hermès in Paris.
- 1805, 17. Januar, Peter Leysner, † 11. April 1880 in Krefeld, Bürgermeister und Landrat zu Krefeld
- 1812, 15. Januar, Wilhelm von Abbema, † 8. November 1889, Maler, Kupferstecher und Radierer.
- 1814, 13. Juni, Carl von Rigal, † 1884 in Bonn, Landrat
- 1814, 12. Oktober, Marianne Rhodius, geb. de Greiff, † 2. November 1902, wohlhabende Krefelder Bürgerin, Förderin der Wohlfahrt und Kultur
- 1816, 17. März, Werner Hunzinger, † 1861 in New York City, Stilllebenmaler, Landschaftsmaler und Genremaler der Düsseldorfer Schule
- 1821, 4. April, Heinrich Band, † 2. Dezember 1860, Mit-Erfinder des Bandoneons
- 1822, Eduard Sellbach, † nach 1890, Historien- und Porträtmaler der Düsseldorfer Schule sowie Fotograf
- 1825, 15. Juli, Wilhelm Jentges, † 16. Juni 1884, Unternehmer und Kommunalpolitiker
- 1827, 22. April, Wilhelm Jacob Gerpott, † 12. September 1888 auf Haus Schmithausen, Rittergutsbesitzer, Ehrenbürgermeister und Landrat
- 1829, 7. März, Eduard Vogel, † 1856, Afrika-Forscher
- 1830, 6. Juli, Wilhelm Leopold Janssen, † 16. Dezember 1900 in Aachen, Verwaltungsbeamter, Landrat und Politiker
- 1833, 20. Mai, Eduard Jacobs, † 25. Oktober 1919 in Wernigerode, Archivar und Historiker
- 1834, 23. März, Ernst Bosch, † 22. März 1917 in Düsseldorf, Maler, Zeichner und Grafiker der Düsseldorfer Malerschule
- 1838, 15. Juli, Adolf Heyden, † 11. Juni 1902 in Berlin, Architekt
- 1844, 30. Juni, Conrad Tack, † 4. März 1919 in Berlin-Strausberg, Fabrikant – Mitbegründer der „Conrad Tack & Cie.“ Schuhfabrik in Burg (bei Magdeburg)
- 1844, 9. November, Emil Küchler, † 7. Februar 1885 in Halle (Saale), Schriftsetzer, anarchistischer Attentäter
- 1845, 16. August, Josef Diebels, Gründer der Diebels-Brauerei in Issum
- 1848, 19. Juni, Gustav Adolf Goldberg, † 8. Mai 1911 in München, Maler
- 1852, 19. Juni, Carl Johann Heinrich Scheibler, † 12. Dezember 1920 in Köln, Düngemittelfabrikant
- 1852, 31. Juli, Edmund ter Meer, † 5. November 1931 in Krefeld-Uerdingen, Chemiker und Unternehmer
- 1852, 26. November, Heinrich Schrörs, † 11. Juni 1928 in Bonn, römisch-katholischer Priester und Theologe
- 1853, 9. März, Heinrich Joeppen, † 22. Februar 1927 in Krefeld-Hüls, Priester und Bischof
- 1853, 30. April, Jakob von Neuhaus, † 1. Dezember 1921 in Naumburg, preußischer Landrat
- 1853, 18. September, Alexander Trappen, † 29. November 1930 in Bielefeld, Architekt
- 1854, 15. Juli, Friedrich von der Leyen-Bloemersheim, † 30. Oktober 1935 auf Haus Meer, Landrat
- 1856, 13. September, Arthur Peter König, † 26. Oktober 1901 in Berlin, Physiker
- 1858, 10. August, Adolf Schmidt, † 1912, Landrat des Unterwesterwaldkreises und Abgeordneter
- 1863, 7. April, Adolf Müller-Crefeld, † 1934, Bildhauer in Berlin
- 1857, 23. November, Johannes Blum, † 22. März 1946, Politiker (Zentrum), Reichstagsabgeordneter
- 1864, Robert Neuhaus, † 1934 in Wassenberg, Architekt
- 1865, 19. April, Heinrich Oediger, † 30. Januar 1938, Architekt, Ratsherr von Krefeld
- 1865, 17. Februar, Arthur Winkler, † 26. Juli 1944 in Hamburg-Rahlstedt, Seidenkaufmann und Bronzebildner
- 1866, 26. Januar, Wilhelm Girmes, † 3. Oktober 1917, Architekt, Ratsherr von Krefeld
- 1867, 26. Juni, Franz Nikolaus Finck, † 4. Mai 1910 in Berlin, Sprachwissenschaftler und Hochschullehrer
- 1872, 3. September, Karl Buschhüter, † 21. August 1956 in Krefeld, Architekt, Wegbereiter des biologischen Bauens und Lebensreformer
- 1872, 4. November, Carl Traut, † 5. Dezember 1956 in Krefeld, Schriftsteller, im Ortsteil Fischeln geboren
- 1873, 19. Februar, Helene von Beckerath, † 1946 in Frankfurt am Main, Bildhauerin und Malerin
- 1874, 19. Mai, Wilhelm Cremer, † 10. Juli 1932 in Berlin, Schriftsteller und Übersetzer
- 1875, 13. Februar, Max Buchholz, † 4. Januar 1956 in Kassel, Elektrotechniker, Erfinder des Buchholzschutzes
- 1875, 16. August, Alfred Peltzer, † 31. Dezember 1914 in Pützchen, Kunsthistoriker, Hochschullehrer
- 1875, 22. August, Gustav Adolf Bredow, † 23. April 1950 in Stuttgart, Bildhauer und Medailleur
- 1876, 24. August, Carl Wilhelm Wirtz, † 18. Februar 1939 Hamburg, Astronom
- 1876, 2. September, Friedrich Wolters, † 14. April 1930 in München, Historiker, Lyriker und Übersetzer
- 1878, 26. Juni, Leopold Löwenheim, † 5. Mai 1957, Berlin, Mathematiker; Satz von Löwenheim
- 1878, 21. Dezember, Joseph Meiß, † 6. Januar 1967 in Wuppertal, römisch-katholischer Geistlicher, Domkapitular, Päpstlicher Hausprälat
- 1879, 6. Januar, Carl von Weiler, † 20. Dezember 1922 in Hamburg, Jurist, Verwaltungsbeamter, Landrat
- 1879, 21. Juni, Georg Scheu, † 2. November 1949 in Alzey, Winzer; entwickelte die Scheurebe, Huxelrebe sowie weitere Rebsorten
- 1879, 24. September, Heinrich Pützhofen-Esters, † 14. September 1957 in Selters, Landschafts-, Veduten- und Bühnenmaler sowie Grafiker der Düsseldorfer Schule
- 1879, Paul Pützhofen-Hambüchen, † 1933 oder 1939 in Bad Godesberg, Landschaftsmaler der Düsseldorfer Schule
- 1880, 1. Juni, Heinrich Nauen, † 26. November 1940 in Kalkar, Hauptvertreter des Rheinischen Expressionismus, befreundet u. a. mit Helmuth und August Macke, Emil Nolde, Heinrich Campendonk und Franz Marc
- 1880, 24. Juni, Wilhelm Gerloff, † 1954 in Oberursel, Nationalökonom
- 1881, 28. Juli, Johannes Mölders, † 29. Juni 1943, römisch-katholischer Geistlicher und Kirchenmusiker sowie Stiftskapellmeister am Aachener Dom und Domkapellmeister am Kölner Dom
- 1881, 19. April, Ernst Wilhelm Schneppenhorst, † 23. oder 24. April 1945 in Berlin, Gewerkschafter, sozialdemokratischer Politiker und Widerstandskämpfer gegen den Nationalsozialismus.
- 1882, 19. August, Ludwig Beltz, † 13. September 1944 in Aachen, Internist und ärztlicher Direktor
- 1882, 15. Juni, Franz Hartz, † 15. Februar 1953, römisch-katholischer Pfarrer, Vater der Vertriebenen
- 1884, 15. November, Hanns Heinz Josten, † 5. November 1964 in Stuttgart, Kunsthistoriker
- 1885, 4. Januar, Joseph Deutsch, † 29. März 1966 in Heidelberg, Bibliothekar, Leiter der Universitätsbibliotheken Greifswald, Breslau und Heidelberg
- 1885, 31. Januar, Willi Bartholomae, † unbekannt, Ruderer
- 1885, 9. Februar, Hanns Müller, † 21. Juni 1972 in Krefeld, Politiker (FDP), Oberbürgermeister von Krefeld
- 1885, 18. Mai, Paul Meyers-Platen, † 9. Februar 1951 in Krefeld, Jurist, Landrat im Kreis Ahrweiler
- 1885, 2. September, Hans Kruzwicki, † 17. Oktober 1971 in Düsseldorf, Bildender Künstler (Maler)
- 1885, 8. Oktober, Otto Schönhagen, † 10. Januar 1954 in Koblenz, Architekt und Politiker (CDU)
- 1885, 29. Dezember, Hugo Notthoff, † 26. März 1979 in Gößnitz (Thüringen), Maler und Grafiker
- 1886, 29. Oktober, Fritz Bartholomae, † 12. September 1915 (Ostfront), Ruderer
- 1887, 7. Februar, Walter Janssen, † 1. Januar 1976 in München, Schauspieler und Regisseur
- 1888, 16. Februar, Jan Hubert Pinand, † 2. Oktober 1958 in Darmstadt, Architekt und Hochschullehrer
- 1888, 24. Juni, Ernst Holla, † 18. März 1963 in Düsseldorf, Politiker (CDU)
- 1889, 16. Juli, Hans Ellenbeck, † 27. Januar 1959 in Strümp, Politiker (DNVP), Reichstagsabgeordneter
- 1889, 31. Juli, Erwin von Beckerath, † 23. November 1964 in Bad Godesberg, Ökonom
- 1889, 3. November, Heinrich Campendonk, † 9. Mai 1957 in Amsterdam, Maler und Grafiker (stilisierte Menschen und Tiere; Apsisfenster des Bonner Münsters); Hauptvertreter des deutschen Expressionismus, befreundet u. a. mit Helmuth und August Macke, Emil Nolde, Heinrich Nauen und Franz Marc
- 1890, 18. Januar, Paul-Friedrich Berger, † 30. März 1971, Gymnasiallehrer und Politiker, Mitglied des Landtages von Nordrhein-Westfalen
- 1890, 19. April, Johann Kamps, † 20. November 1943 in Hamburg, Architekt
- 1891, 6. März, Walter Giskes, † 1. Januar 1964 in Kassel, Maler und Bühnenbildner
- 1891, 18. Juli, Helmuth Macke, † 8. September 1936 in Hemmenhofen, Maler, Vetter des Malers August Macke, Vertreter des Expressionismus und Konstruktivismus
- 1891, 17. Dezember, Karl Emil Schäfer, † 5. Juli 1917, erfolgreicher Jagdflieger im Ersten Weltkrieg und Träger des Ordens Pour le Mérite, flog im Ersten Weltkrieg mit dem Roten Baron Manfred von Richthofen
- 1892, 1. Februar, Rudolf Mengelberg, † 13. Oktober 1959 in Monaco, Monte Carlo, Komponist und Musikwissenschaftler
- 1893, 7. August, Adelgundis Lohrmann, † 27. Juli 1974 in Baden-Baden, Zisterzienserin, Äbtissin von Lichtenthal
- 1893, 20. November, Wilhelm Plös, † 17. Februar 1971 in Málaga, Spanien, Politiker (BHE), von 1951 bis 1955 Landtagsabgeordneter in Niedersachsen
- 1894, 23. Mai, Käthe Bauer-Mengelberg, † 22. April 1968 in New York, USA, deutsche Soziologin
- 1894, 30. Juli, Carl Feckes, † 8. März 1958, katholischer Theologe
- 1894, 27. August, Walter Kieser, Bildhauer, seit 1921 in Dresden ansässig
- 1894, 7. Dezember, August Herschel, 1945 Landrat des Kreises Moers
- 1895, 3. Februar, Alfred Meyer, † 27. September 1990 in London, deutsch-britischer Psychiater, Neurologe sowie Hochschullehrer
- 1895, 10. Februar, Hans Gustav Röhr, † 1937, Autokonstrukteur
- 1895, 4. September, Erich Weise, † 10. April 1972 in Hannover, Historiker und Archivar
- 1895, 7. August, Walter Emmerich, † 1967 Volkswirt, Wirtschaftsfunktionär im Nationalsozialismus
- 1895, 26. Dezember, Fritz Huhnen, Künstler, Bühnenbildner, Autor (Gute, Böse und Krefelder), Illustrator (Palmström u. a.), Bonvivant, † 1981 in Willich
- 1896, 28. September, Hermann J. Giskes, † 28. August 1977, Oberstleutnant der Wehrmacht und Chef der deutschen militärischen Gegenspionage in den besetzten Niederlanden
- 1896, 29. September, Heinrich Kamps, † 21. Dezember 1954 in Düsseldorf, Maler, Professor und Direktor der Düsseldorfer Kunstakademie
- 1897, 13. April, Werner Voß, † 23. September 1917, Jagdflieger im Ersten Weltkrieg und Träger des Ordens Pour le Mérite
- 1897, 1. Mai, Otto Brües, † 18. April 1967, Schriftsteller
- 1897, 26. September, Victor Otto Stomps, † 4. März 1970 in Berlin, Pseudonym: VauO, Verleger und Schriftsteller
- 1899, 14. Mai, Charlotte Auerbach, † 17. März 1994 in Edinburgh, deutsch-englische Biologin, Genetikerin und Hochschullehrerin
- 1899, 7. Juli, Josef Strater, † 31. August 1956 in Vorst, Maler, Freskant und Entwurfzeichner für Glasmalerei
- 1900, 7. Juli, Maria Wolf, geb. Harmanns, † 29. Dezember 1980 in Trier, Politikerin, Mitglied des Rheinland-Pfälzischen Landtags
- 1900, 10. Oktober, Karl Kaufmann, † 4. Dezember 1969 in Hamburg, NS-Gauleiter in Hamburg

## 20. Jahrhundert

### 1901–1920
- 1901, 5. Januar, Heinrich Adolfs, † 16. Dezember 1964 in Essen-Werden, Bildhauer und Maler
- 1901, 29. August, Aurel Billstein, † 12. Februar 1996; Krefelder Politiker (KPD) und Ehrenbürger, Widerstandskämpfer, Träger des Bundesverdienstkreuzes
- 1901, 21. November Johannes Driesch, † 18. Februar 1930 in Erfurt, bildender Künstler
- 1902, 7. Februar Heinz Baumeister, † 13. März 1969, Landespolitiker (SPD/SED), Journalist und Präsident der Thüringer Handwerkskammer
- 1902, 28. März, Heinz Huppertz, † 17. August 1972, Jazz- und Unterhaltungsmusiker
- 1902, 25. Dezember, Theodor Heinrich Bongartz, 15. Mai 1945 in Heilbronn-Böckingen, SS-Oberscharführer und Leiter des Krematoriums im Konzentrationslager Dachau
- 1903, 2. März, August Wolters, † 13. April 1990 in Trier, Gewerkschafter und Politiker (CDU), Minister des Landes Rheinland-Pfalz
- 1903, 26. Juli, Kurt Mahler, † 25. Februar 1988 in Canberra/Australien, deutsch-britischer Mathematiker und Hochschullehrer
- 1903, 27. November, Gustav Fünders, † 30. Januar 1973, Maler, Glasmaler, Mosaikkünstler und Zeichner
- 1904, 23. Januar, Leo Bigenwald, † Juli 1985 in Krefeld, Bildhauer, Keramiker und Grafiker
- 1904, 31. März, Heinrich Pahlings, † 2. Mai 1947 im Internierungslager Eselheide, Politiker (NSDAP) und SA-Führer
- 1905, 23. März, Maria Madlen Madsen, † 23. März 1990 in Frankfurt am Main, Sopranistin, Theater- und Fernsehschauspielerin
- 1905, 17. Juni, Helmut Hentrich, † 7. Februar 2001 in Düsseldorf, Architekt
- 1905, 8. Juli, Günther Blum, † 3. August 1973, Politiker (NSDAP) und HJ-Führer
- 1905, 29. November, Willi Stech, † 28. April 1979 in Ehrenstetten, Pianist, Bandleader und Komponist
- 1905, 14. Dezember, Herbert Krüger, † 25. April 1989 in Hamburg, Rechtswissenschaftler und Hochschullehrer
- 1906, 4. Februar, Johannes Ramackers, † 21. November 1965 in Bonn, Historiker
- 1906, 6. Juni, Max August Zorn, † 9. März 1993 in Bloomington, Indiana, USA, Professor der Mathematik
- 1907, 1. November, Theo Akkermann, † 1. August 1982, Bildhauer
- 1907, 17. November, Rudolf Hirsch, † 7. Juni 1998 in Berlin, deutsch-jüdischer Schriftsteller und Journalist
- 1907, 11. Dezember, Ulrich Crämer, † 1992, Historiker und Hochschullehrer
- 1909, 10. April, Herbert Kleinewefers, † 18. August 2006, Richter am Bundesgerichtshof
- 1909, 23. Dezember Heinrich Stiegemann, † 17. Mai 1989 in Warstein, Architekt und Kirchenbaumeister
- 1910, 14. April, Kurt Feltz, † 3. August 1982 auf Mallorca, Schlager-Texter
- 1910, 10. November, Hermann Neuburg, † 26. Februar 1979 in Bochum, NS-Funktionär
- 1911, 26. Mai, Marta Hillers; † 16. Juni 2001 in Basel, Journalistin
- 1911, 26. August, Erich Arndt (1911–1961), Bahnradsportler
- 1911, 29. Oktober, Hans-Wilhelm Klein; † 3. November 1992 in Aachen, Romanist, Mediävist, Sprachwissenschaftler und Hochschullehrer
- 1911, 11. November, Martha Genenger, † 1. August 1995 in Moers, Schwimmerin
- 1912, 27. Januar in Uerdingen, Werner Ross, † 16. Juli 2002 in München, Schriftsteller und Literaturwissenschaftler, Preisträger des Niederrheinischer Literaturpreises
- 1912, 25. April in Uerdingen, Adolf Luther, † 20. September 1990, Jurist, Künstler und Bildhauer
- 1912, 13. Mai, Felix Kracht, † 3. Oktober 2002 in Kirchweyhe, Luftfahrtpionier und maßgeblicher Entwickler beim europäischen Flugzeugbauer Airbus
- 1912, 19. Mai, Alice Franz, † 23. September 2011 in München, Schauspielerin und Synchronsprecherin
- 1913, 28. November, Klaus-Peter Bruns, † 12. Mai 1911 in Göttingen, Landwirt und Politiker (SPD)
- 1917, 6. Dezember, Hans Verbeek, † 13. Dezember 1966 in Bonn, MdB
- 1919, 17. April, Günther Gumpert, † 22. März 2019, Maler informeller Abstraktion
- 1919, 29. Oktober, Pater Sigbert Wagener, † 13. April 2004, Kapuziner, Priester, Pädagoge, Wissenschaftler und Naturschützer. Bekannt wurde er als Entomologe.
- 1920, 20. Januar, Günter Vogelsang, † 16. März 2015 in Düsseldorf, Manager
- 1920, 25. April, Ernst Loewy, † 17. September 2002 in Frankfurt am Main, Bibliothekar, Autor und Exilforscher

### 1921–1940
- 1921, 29. Januar, Wilhelm Harder, † 27. Februar 2009 in Tübingen, Zoologe
- 1921, 12. Mai, Joseph Beuys, † 23. Januar 1986 in Düsseldorf, Maler, Bildhauer und Aktions-Künstler, gab als Geburtsort selbst meist Kleve an
- 1922, 1. Juni, Ulrich Klever, † 11. Februar 1990 in Sankt Georgen (Chiemgau), Schriftsteller und Journalist
- 1922, 3. Dezember, Walter Kremershof, † 17. September 1997 in Krefeld, Eishockeyspieler
- 1923, 8. Juli, Gisbert Poensgen, † 30. Mai 2011 in Berlin, Rechtswissenschaftler und Botschafter
- 1923, 30. März, Käthe Franke, † 4. Juli 2012 in Willich, Kommunalpolitikerin und Ehrenbürgerin in Willich
- 1924, 27. März, Herbert Zangs, † 26. März 2003 in Krefeld, Maler; 1952 Kunstpreis der Stadt Krefeld
- 1925, 14. März, Bert Even, † 12. März 2016, Politiker (CDU), MdB, Bundesvorsitzender der Jungen Union, Präsident des Bundesausgleichsamtes
- 1925, 11. Juli, Ruth Niehaus, † 24. September 1994 in Hamburg, Schauspielerin und Regisseurin
- 1925, 1. Dezember, Manfred Köhnlechner, † 10. April 2002 in Grünwald bei München, Verlagsmanager und Heilpraktiker (Alternativmedizin)
- 1926, 17. Dezember, Marlies Schroer, † 1. Januar 2023 in Krefeld, Eiskunstläuferin
- 1927, 25. Dezember, Ernst Boekels, † 5. Mai 2019 in Tönisvorst, Allgemeinmediziner und Gründer des Medikamentenhilfswerks „action medeor“
- 1928, Willfried Feuser, † 28. Februar 2000 in Port Harcourt, Literaturwissenschaftler
- 1928, 10. Mai, Hans Noever, Regisseur (Tatort), Grimme-Preisträger
- 1928, 7. März, Heinrich Carl Weltzien, † 2. Juni 2020, Agrarwissenschaftler
- 1929, Rolf-Dieter Meyer-Wiegand, † 2006 in Köln, Landschaftsmaler
- 1929, 15. März, Elmar Stöcker, † 18. Januar 1984 in West-Berlin, Pathologe und Zellbiologe
- 1929, 19. Dezember, Hans Hubberten, † 11. Juni 1988 in Bad Kohlgrub, Fernsehdrehbuchautor
- 1930, 26. Februar, Ruth-Margret Pütz, † 1. April 2019 in Stuttgart, Opernsängerin (Sopran) und Gesangspädagogin
- 1931, 25. Januar, Arno Buschmann, † 29. November 2019 in Salzburg, Rechtshistoriker
- 1931, 25. April, Hans Georg Pescher, † 9. Juli 2024, Eishockeyspieler und -trainer
- 1931, 5. Juni, Ulli Jansen, † 19. Juli 2006 in Krefeld, Eishockeytorwart, 71-maliger Nationalspieler
- 1932, 2. Juni, Reinhard Feinendegen, † 5. April 2012, Heimatforscher
- 1933, 21. November, Klaus Weyers, † 24. Januar 2019, katholischer Geistlicher und Autor
- 1934, 13. September, Hans Weiler, deutsch-US-amerikanischer Politikwissenschaftler, Hochschullehrer und -rektor
- 1934, 22. Oktober, Franz-Josef Wolfframm, † 3. Juli 2015 in Rheinberg, Fußballspieler
- 1935, 31. Januar, Edmund Erlemann, † 4. November 2015 in Mönchengladbach, sozial engagierter römisch-katholischer Priester
- 1935, 4. März, Horst H. Vollmer, † 25. Oktober 2020, Hörspielregisseur und -sprecher
- 1935, 14. Mai, Max Kaase, Politik- und Sozialwissenschaftler, Gründer der Forschungsgruppe Wahlen des ZDF
- 1935, 29. Juli, Sabine Kröner, Sportwissenschaftlerin und Hochschullehrerin
- 1935, Klaus Otten (Pseudonym: Klaus Krüllsburg), † Oktober 2006, Krefelder Mundartdichter und Stadtschreiber in Krefelder Mundart (Krieewelsch)
- 1936, 30. Januar, Fritz Pölking, † 16. Juli 2007 in Greven, Fotograf
- 1936, 21. November, Karl Heinz Burmeister, † 12. Dezember 2014 in Lindau, Jurist, Historiker und Heraldiker
- 1937, 22. April, Theodor Pelster, † 23. Oktober 2022, Dozent für Lehrerfortbildungsveranstaltungen und Autor
- 1937, 17. Februar, Uwe Kiessler, † 29. Juli 2025 in München, Architekt
- 1937, 24. Mai, Klaus Wittmann, literarischer Übersetzer
- 1937, 2. September, Hans Bols, † 14. August 2005 in Krefeld, einer der Hauptakteure des Kölner Karnevals
- 1938, 22. April, Reinhard Schmitz-Scherzer, † 20. Oktober 2016, Psychologe, Gerontologe, Autor und Hochschullehrer
- 1939, 23. März, Jochen Neerpasch, Automobilrennfahrer und Motorsport-Manager
- 1939, 21. August, Michael Cromer, † 4. September 2007 in München, Unternehmer, Gründer der Modemarke MCM
- 1939, 14. September, Eckard Sinzig, Schriftsteller
- 1939, Michael Schwarze, Bildhauer
- 1940, 9. November, Ernst Bamberg, Biophysiker
- 1940, 4. Dezember, Ingo von Hagen, † 12. März 2017 in Krefeld, Metallurg

### 1941–1960
- 1941, 12. Januar, Hans Georg Koch, † 9. September 2005 in Athen, Musiker und Komponist
- 1941, 31. Januar, Ina Bauer, † 13. Dezember 2014 in Krefeld, Deutsche Meisterin im Eiskunstlauf
- 1941, 31. Mai, Hans Neuenfels, † 6. Februar 2022 in Berlin, Theaterregisseur und Autor
- 1941, 2. Juli, Jochen Bludau, † 9. März 2023, Fernsehmoderator
- 1941, 8. September, Franz-Josef Steinmetz, † 14. Oktober 2020 in Frankfurt am Main, Jesuit, Autor und Chefredakteur
- 1941, 18. Dezember, Bernd Nothofer, † 5. Januar 2025, Linguist und Malaiologe
- 1942, 18. Januar, Dieter Kimpel, † 24. April 2015 in Bernbeuren, Kunsthistoriker
- 1942, 12. Mai, Wiltrud Urselmann, Schwimmerin, Silbermedaillengewinnerin bei den Olympischen Spielen 1960 in Rom
- 1942, 14. Mai, Dieter Pützhofen, Politiker (CDU), 1981–1989 und 1994–2004 Oberbürgermeister in Krefeld
- 1942, 24. Mai, Alexander Mühlen, † 13. Oktober 2021 in Bonn, Diplomat und Botschafter Deutschlands in den Vereinigten Arabischen Emiraten und in Uganda
- 1942, 8. Juni, Rüdiger Dornbusch, † 25. Juli 2002 in Washington D.C., Wirtschaftswissenschaftler (Makroökonomie), Professor am Massachusetts Institute of Technology
- 1942, 21. Juni, Helmut Linssen, CDU-Politiker, 2005–2010 Landesfinanzminister von Nordrhein-Westfalen
- 1942, 3. Juli, Lothar Claesges, † 12. November 2021 in Krefeld, Radrennfahrer, mehrm. Deutscher Meister und Olymp. Goldmedaille Tokio 1964
- 1942, 10. Oktober, Gisa Hausmann, † 10. Oktober 2015 in Berlin, Malerin und Innenarchitektin
- 1943, 29. Oktober, Sigi Busch, Jazzmusiker
- 1944, 14. April, Felix Kamphausen, Schriftsteller
- 1944, 23. Mai, Klaus Evertz, † 13. Mai 2016 in Krefeld, Rechtsanwalt und Politiker
- 1945, Ulrich F. Opfermann, Historiker und Autor
- 1946, Jürgen Bevers, Journalist und Hörspielautor
- 1946, 23. Februar, Bodo H. Hauser, † 22. Juli 2004 in Krefeld, Journalist und Fernsehmoderator
- 1946, 3. April, Heinrich Giskes, Schauspieler und Regisseur
- 1946, 20. August, Ralf Hütter, Gründungsmitglied Gruppe Kraftwerk
- 1947, Margot Overath, Journalistin und Feature-Autorin
- 1947, 16. Februar, Werner Heinrichs, Rektor der Staatlichen Hochschule für Musik und Darstellende Kunst in Stuttgart
- 1947, 19. März, Jost Halfmann, † 25. Dezember 2022, Soziologe und Professor an der Technischen Universität Dresden
- 1947, 8. Oktober, Peter Heesen, seit 2003 Bundesvorsitzender des Deutschen Beamtenbundes
- 1948, 21. September, Edgar Franzmann, Journalist und Autor
- 1949, 19. Januar, Anselm Doering-Manteuffel, Zeithistoriker
- 1949, 18. Dezember, Hans-Joachim Kuhl, Politiker (FDP), Mitglied des Landtags von Nordrhein-Westfalen
- 1950, Michael Lohberg, † 4. April 2011 in Florida, Schwimmtrainer
- 1950, 2. März, Heiner Bayer, † 18. Februar 2015 in Hamburg, Eishockeyspieler
- 1950, 14. März, Ulrich Weber, Manager, Mitglied des Vorstandes der Deutschen Bahn
- 1950, 9. Juli, Margrit Schulte Beerbühl, Historikerin
- 1951, 24. Oktober, Dietmar Riemer, Rundfunkjournalist
- 1952, 8. März, Werner Pepels, Wissenschaftsautor Marketing/Management
- 1952, 21. Juni, Herbert Genzmer, Schriftsteller und Übersetzer
- 1952, 17. September, Norbert Walter-Borjans, SPD-Politiker, Finanzminister des Landes Nordrhein-Westfalen 2010 bis 2017, Bundesvorsitzender der SPD 2019 bis 2021
- 1952, 7. November, Erik Konecki, Eishockeyspieler
- 1953, Brigitte E. S. Jansen, Bioethikerin
- 1953, Reinhard Müller, Architekt und Stadtplaner
- 1953, 4. März, Lothar Kremershof, † 1. Dezember 2003 in Tönisvorst, Eishockeyspieler und -trainer
- 1953, 28. Oktober, Otto Neideck, Politiker (CDU)
- 1954, 9. Juni, Rolf Botzet, Historiker
- 1954, 17. September, Albert Oehlen, Künstler
- 1955, 2. Mai, Angelika Birk, Politikerin (Bündnis 90/Die Grünen)
- 1955, 26. September, Andrea Claßen, Juristin und Schriftstellerin
- 1955, 15. November, Bodo Witzke, Dokumentarfilmer
- 1956, Markus Oehlen, Künstler
- 1956, 19. Februar, Michael Pauen, Philosoph und Professor
- 1956, 28. Februar, Gerd Grochowski, † 16. Januar 2017 in Mainz, Opernsänger
- 1956, 17. Juni, Albert Dohmen, Opernsänger
- 1956, 5. November, Bernward Dörner, Zeithistoriker und Antisemitismusforscher
- 1956, 9. Dezember, Ulrich Peltzer, Schriftsteller
- 1957, Rudolf van Hüllen, Politikwissenschaftler
- 1957, Michael Schumacher, Architekt
- 1957, 14. März, Achim Konejung, Autor, Musiker und Kabarettist
- 1957, 7. Juli, Peter Braunstein, Brigadegeneral des Heeres der Bundeswehr
- 1957, 6. Oktober, Wolfgang Griesert, Oberbürgermeister von Osnabrück
- 1958, Christoph Redies, Anatom und Neurowissenschaftler
- 1958, 10. April, Brigitte Holzapfel (nach Heirat Kurschilgen), Hochspringerin
- 1958, 5. Juli, Jürgen Paas, Künstler
- 1958, 26. Februar, Bernd Liffers, Kirchenmusiker
- 1958, 27. Juli, Margarethe Schreinemakers, Fernsehmoderatorin
- 1958, 17. Oktober, Rita Amedick, Klassische Archäologin
- 1959, Eberhard Ross, Maler und Zeichner
- 1959, Paul G. Ulrich, Jazzmusiker
- 1959, 16. April, Stefan Hecker, † 19. August 2019 in Essen, Handballtorwart
- 1959, 1. August, Karl Borsch, Weihbischof und residierender Domkapitular im Bistum Aachen
- 1960, Thomas Rütten, Arzt, Medizinhistoriker, Autor und Übersetzer
- 1960, Susanne Sommer, Regionalhistorikerin und Museumsleiterin
- 1960, 20. April, Thomas Apolte, Wirtschaftswissenschaftler
- 1960, 12. Mai, C. C. Tennissen (geb. Claudia Kämper), Country-, Gospel-, Blues- und Rocksängerin
- 1960, 27. Mai, Elisabeth Perger Bildhauerin
- 1960, 23. Dezember, Christoph Biermann, Sportjournalist und Buchautor

### 1961–1980
- 1961, 28. Januar, Elke Schmitter, Schriftstellerin
- 1961, 2. Januar, Ingo Lenßen, Rechtsanwalt, Fernsehserie Lenßen & Partner
- 1961, 24. August, Kirsten Heisig, Juristin
- 1961, 17. Oktober, Uwe Fabig, Eishockeyspieler
- 1961, 20. Oktober Thomas Birk, Politiker (Bündnis 90/Die Grünen), Mitglied des Berliner Abgeordnetenhauses
- 1961, 29. Oktober, Kai-Uwe Ricke, ehemaliger Vorstandsvorsitzender der Deutschen Telekom AG
- 1961, 24. November, Bettina van Haaren, Malerin, Zeichnerin, Grafikerin und Hochschullehrerin
- 1961, 27. November, Michael Brügger, † 29. Juni 2009, Bodybuilder und Powerlifter
- 1961, 13. Dezember, Michael Krücker, Konzertpianist, Komponist
- 1961, 24. Dezember, Frank Mattern, Deutschland-Chef von McKinsey & Company
- 1962, Peter Joch, Kunsthistoriker und Museumskurator
- 1962, Anke Schäfer, Video- und Performancekünstlerin und Filmemacherin
- 1962, 4. Januar, Markus Türk, Jazz-Musiker und Dozent
- 1962, 9. September, Klaus Hardering, Kunsthistoriker
- 1962, 6. Oktober, Werner Baumann, Manager, 2016–2023 Vorstandsvorsitzender der Bayer AG
- 1963, 16. Februar, Iris Kammerer, Schriftstellerin
- 1963, 15. August, Gregor Kathstede, Oberbürgermeister der Stadt Krefeld
- 1964, 12. Juli, Marlis Hochbruck, Mathematikerin
- 1965, 14. April, Michael B. Klein, Historiker, Wissenschaftsmanager und Hochschullehrer
- 1965, 27. April, Silvia Müller, † 27. Januar 2016 in Duisburg, Entführungsopfer und Autorin
- 1965, 24. Juli, Helmut Cölfen, † 28. November 2023 in Konstanz, Chemiker und Hochschullehrer
- 1965, 13. Oktober, Frank Kirchhoff, Fußballspieler
- 1965, 4. November, Christina von Hodenberg, Historikerin
- 1966, Bernhard Hennen, Fantasy-Autor
- 1966, Stefanie Lieb, Kunst- und Architekturwissenschaftlerin
- 1966, 28. Januar, Andrea Berg, Schlagersängerin, sechsfache Echo-Gewinnerin
- 1966, 26. April, Stephan Kessler, Baltist und Hochschullehrer
- 1966, 30. April, Ulle Schauws, deutsche Politikerin (Bündnis 90/Die Grünen)
- 1966, 24. Juni, Anke Pörksen, deutsche Politikerin (SPD)
- 1966, 29. September, Ken Jebsen, deutscher Journalist, Webvideoproduzent und politischer Aktivist
- 1966, 8. Oktober, Olaf Janßen, Fußballspieler und -trainer
- 1966, 8. Oktober, Heiko Pinkowski, Schauspieler, Drehbuchautor und Filmproduzent
- 1966, 1. Dezember, Uwe Nepp, Radrennfahrer
- 1966, 30. Dezember, Thomas Hoeps, Schriftsteller
- 1967, Hans-Werner Huppertz, klassischer Gitarrist und Hochschullehrer
- 1967, 31. Januar, Richard Schütz, Eishockeyschiedsrichter
- 1967, 31. Januar, Robert Schütz, Eishockeyspieler
- 1967, 25. Februar, Manfred Kubik, Fußballtorwart
- 1967, 24. April, Oliver Hörner, Schauspieler
- 1967, 26. Mai, Christoph Kreutzer, ehemaliger Eishockeyspieler
- 1968, Astrid Busch, bildende Künstlerin
- 1968, 20. Mai, Olaf Mast, Handballspieler und -trainer
- 1968, 8. September, Benjamin Jörissen, Erziehungswissenschaftler und Hochschullehrer
- 1968, 30. November, Kirsten Klingenberg, Rechtsanwältin und TV-Darstellerin
- 1969, Daniela Kletzke, Hörspielregisseurin
- 1969, 3. März, Horst Steffen, Fußballspieler und -trainer
- 1969, 16. April, Richard Kämmerlings, Literaturkritiker
- 1970, 11. März, Thomen Stauch, Metal-Schlagzeuger
- 1971, Markus Kamrad, politischer Beamter (Bündnis 90/Die Grünen)
- 1971, 23. Februar, Carsten Rüger, Fernsehmoderator und Reporter
- 1971, 19. April, Stefanie van de Kerkhof, Historikerin und Hochschullehrerin
- 1971, 24. September, Saki Kaskas, † 11. November 2016, Komponist für Videospielmusik
- 1971, 30. September, Patrick Bialdyga, Theaterregisseur
- 1972, 6. Mai, Christian Becker, Filmproduzent
- 1972, 18. November, Marc Margielsky, Maler, Designer und Autor
- 1973, 22. Januar, André Grein, Eishockeyspieler
- 1973, 25. April, Barbara Rittner, ehemalige Profi-Tennisspielerin, Teamchefin im deutschen Fed-Cup
- 1974, 13. Juni, Anastasia Biefang, erste deutsche Trans-Kommandeurin der Bundeswehr
- 1974, 14. Juli, Frank Meyer, Politiker, Oberbürgermeister Krefelds
- 1974, 16. Oktober, Christoph Straßer, Schriftsteller
- 1975, 24. Mai, Alexander Wolf, † 13. Mai 2020 in Wien, Bildender Künstler
- 1975, 14. November, Jens Kipper, Schauspieler und Regisseur
- 1976, 3. November, Christian Breuer, Eisschnellläufer
- 1977, 14. Oktober, Markus Ehrhardt, Liedermacher, Textdichter und Buchautor
- 1978, 17. Februar, Mira Bartuschek, Theater- und Filmschauspielerin
- 1978, 24. Mai, Caroline Casaretto, Hockeyspielerin und Gewinnerin der Goldmedaille mit der deutschen Nationalmannschaft bei den Olympischen Sommerspielen 2004 in Athen
- 1979, 4. Mai, Martin Hyun, ehemaliger Eishockeyspieler koreanischer Herkunft und Schriftsteller
- 1980, 20. Februar, Anne Poleska, Vize-Weltmeisterin über 200 m Brustschwimmen, Bronze-Medaillen-Gewinnerin bei den Olympischen Spielen 2004, Aktivensprecherin des Deutschen-Schwimm-Verbandes
- 1980, 3. April, Heidi van Elderen, Reisejournalistin und Krimiautorin
- 1980, 29. Mai, Dagmar Geppert, Schauspielerin und Hörspielsprecherin, 2014 Gewinnerin des Ruhrpreises für Kunst und Wissenschaft der Stadt Mülheim an der Ruhr

### 1981–2000
- 1982, 20. April, Dennis Leyckes, Zehnkämpfer
- 1982, 18. September, Krieg und Freitag (Tobias Vogel), Cartoonzeichner
- 1982, 26. November, Juliane Schenk, Badmintonspielerin
- 1983, 2. Mai, Ahmet Cebe, Fußballspieler
- 1983, 13. September, Haiko Hirsch, Eishockeyspieler
- 1983, 23. September, Jochen Urban, Riemenruderer
- 1984, 9. Januar, Engin Nurşani, deutsch-türkischer Sänger
- 1885, Kristina Stanek, Opern-, Konzert- und Liedsängerin
- 1985, 4. August, Monika Kruszona, Wasserball-Nationalspielerin
- 1985, 16. August, Sascha Klör, Tennisspieler
- 1986, 6. März, Michael Neupert, Theater- und Fernsehschauspieler, Regisseur und Autor
- 1986, 7. März, Dennis Gehlen, E-Sport-Kommentator
- 1986, 9. Dezember, Daniel Pietta, Eishockeyspieler der Krefeld Pinguine
- 1987, 30. Januar, Philipp Gruissem, Pokerspieler
- 1988, grim104, Rapper
- 1988, 5. Juli, Julia Sontag, Schauspielerin
- 1988, 29. April, Sebastian Staudt, Eishockeytorwart
- 1990, 15. März, Philip Riefers, Eishockeyspieler
- 1990, 10. April, Lorenz Schneider, Eishockeyspieler
- 1991, 10. Mai, Aline Rotter-Focken, Ringerin
- 1991, 5. Juni, Lisa Schmidla, Ruderin
- 1991, 20. August, Zacharias Schalley, Politiker (AfD)
- 1992, 30. März, Jannis Niewöhner, Schauspieler
- 1992, 12. April, Marc Schaub, Eishockeyspieler
- 1992, 22. September, Philip Hindes, britisch-deutscher Bahnradsportler
- 1994, 20. Juli, Koray Kaçınoğlu, Fußballspieler
- 1994, 27. Oktober, Timur Oruz, Hockeyspieler
- 1994, 14. Dezember, Niklas Wellen, Hockeyspieler
- 1996, 4. Mai, Aron Pielka (Pseudonym: Shlomo Finkelstein), rechter Online-Aktivist
- 1996, 12. Oktober, Florian Raepke, Jazzmusiker
- 1997, 5. Februar, Selin Oruz, Hockeyspielerin
- 1997, 18. Mai, Tobias Schmitz, Eishockeyspieler
- 1998, 2. Juli, Marcel Benger, Fußballspieler
- 2000, 10. Februar, Nicole Anyomi, Fußballspielerin

## 21. Jahrhundert
- Alida Dzaltur (* 2001), deutsch-serbische Fußballspielerin
- Emir Terzi (* 2001), deutsch-türkischer Fußballspieler
- Luca Hauf (* 2004), Eishockeyspieler

## Mit Krefeld verbunden
Mit Krefeld in enger Verbindung stehen unter anderem:
- Jan Thorn Prikker (* 1868 in Den Haag; † 1932 in Köln), niederländischer Künstler des Jugendstils, 1904–10 Lehrer an der Handwerker- und Kunstgewerbeschule in Krefeld, Lehrer von Heinrich Campendonk und Helmuth Macke
- Johannes Itten (* 1888 in Süderen-Linden, Schweiz; † 1967 in Zürich), Schweizer Künstler; leitete von 1932 bis 1938 die Höhere Fachschule für Textile Flächenkunst in Krefeld, dort 1933–36 Lehrer von Heinz Trökes (1913–1997)
- Werner Rittberger (* 1891 in Berlin; † 1975) lebte und starb in Krefeld, er war Eiskunstläufer und Erfinder und Namensgeber des Rittberger-Sprunges
- Julius Stockhausen (* 1851 in Lindlar bei Köln; † 1920 in Halle an der Saale), Beisetzung am 17. Juni 1920 in Krefeld. Stockhausen war Gründer der Crefelder Seifenfabrik Stockhausen & Traiser KG, Vorläufer der jetzigen Stockhausen GmbH.
- August Heinrich Berger (* 1866 in Elsterwerda; † 1932) wirkte lange Zeit als Kreisarzt in Krefeld.
- Wilhelm Stefen (* 1867 in Baumberg; † 1931 in Krefeld), war Bürgermeister von Fischeln und Vater der Eingemeindung der Gemeinde in die Stadt Krefeld
- Gerhard Kadow (* 1909 in Uelzen; † 1981 in Krefeld) war ein Maler, Grafiker und Textilkünstler.
- Paul Wember (* 1913 in Recklinghausen; † 1987 in Krefeld) war ein Kunsthistoriker, Museumsdirektor, Kurator und Buchautor.
- Wilhelm Bruners (* 1940), katholischer Theologe und Lyriker
- Viktoria Lösche (* 1952 in Zwickau) ist eine Lyrikerin.
- Friedhelm Funkel (* 1953 in Neuss) ist ein Fußballspieler und -trainer, lange beim KFC Uerdingen 05 aktiv und wohnhaft in Krefeld.
- Dick Decloe (* 20. Mai 1953 in Toronto, Ontario), kanadischer Eishockeyspieler, spielte für den Krefelder EV.
- Markus Maria Jansen (* 1957 in Hamburg), seit den Achtzigern in Krefeld wohnhaft, unter anderem Frontmann der Band M. Walking on the Water
- Massa (* 1971 in Kamerun; † 1. Januar 2020 in Krefeld), westlicher Flachlandgorilla, lebte im Zoo Krefeld und starb beim Affenhausbrand 2020 dort
- Christian Ehring (* 1972 in Rheinhausen), Kabarettist, Moderator, Autor, Musiker, Komponist, aufgewachsen in Krefeld.
- Pete Doherty (* 1979 in Hexham, England) lebte in seiner Kindheit und Jugend einige Jahre lang in Krefeld.
- Erol Yesilkaya (* 1976 in Istanbul, Türkei), deutsch-türkischer Drehbuchautor, aufgewachsen in Krefeld.
- Thea Mengeler (* 1988 in Meerbusch), Schriftstellerin, aufgewachsen in Krefeld.
- Patrick Richardt (* 1989) ist ein Liedermacher.
- Johannes Floehr (* 1991 in Willich) wirkte einige Jahre in Krefeld als Autor und Moderator.